# Extended Graphics Array

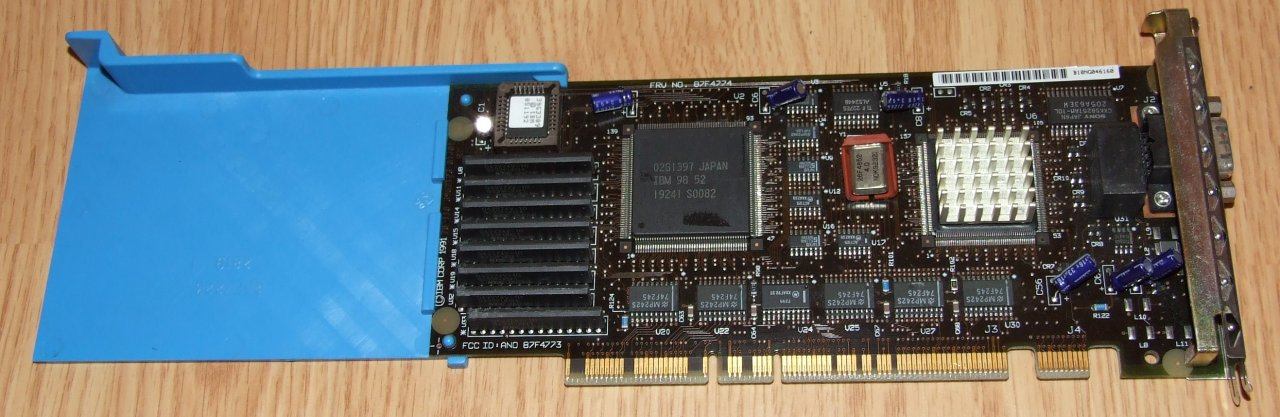
IBMのMCA用のXGA-2 アダプター

Extended Graphics Array（XGA、えっくすじーえー）は、1990年にIBMが発表したビデオ（ディスプレイ、グラフィック）規格、またはそのビデオアダプターで、VGA上位互換で最大1024x768の画面解像度を持つ。単に1024x768の画面解像度を「XGA」と呼ぶ場合もある。

## 概要
略称の「XGA」は「eXtended Graphics Array」より。
XGAは、VGAと8514/Aの後継規格に相当し、双方との上位互換性を有し、更に1024x768で256色の表示モードをサポートした。I/Oアドレスからレジスタ定義まできちんと明文化され、主にCADで使用される各種アクセラレーション機能を搭載していた。このためXGAも広義にはSVGAの一種であり、追加された1024x768の表示モードだけではなく、VGAの各表示モードを含めた規格である。
1992年には、1024x768で65535色のモードを追加サポートしたXGA-2も販売された。しかし、安価で多彩な表示モードを持つ各社のウィンドウアクセラレータ(SVGA)の流通を前に、広く普及すること無く消えていった。なお各社のSVGAの多くは、規格が正確に明文化されておらず、このためアクセラレーション機能が利用困難であったが、一部はVESA準拠BIOSを搭載した。
拡張カードとしてのXGAはMCAまたはISA（XGA-2）のみが販売されており、PCI版は存在しない。またXGA完全互換のチップセットは存在しないが、一部サポートした物がIIT社よりAGX-010,011,014,015,016,017として発売された事はある（AGX-016以降PCIサポート）。
なお1024x768という画素数構成は、元々IBM社の独自規格である8514/Aで色数などとともに制定されたものだが、その後ビデオ周辺機器に関する業界標準化団体であるVESAが標準的な画素数構成のひとつとして1024×768を指定したため、広く普及した。